# 温州奥林匹克体育中心
温州奥林匹克体育中心位于浙江省温州市龙湾区，由5000座的本育馆及训练馆、1000座的游泳馆、1200多个车位的大型地下车库、5万座观众席的主体育场，以及400米标准室外田径训练场组成。

## 体育场
体育场用地面积228435平方米，建筑面积70500平方米。建筑由CCDI悉地国际设计，中建八局施工，设计上采用“瓯帆云影”的立意，编织逸动之景，融汇万象之城。海鸥与丝绸灵动飘逸的特质，共同构成了体育场罩棚曲线的构成元素，寓意新老文化的交织与温州经济的腾飞。  建筑具备举办全国综合性运动会、亚运会足球分赛、国际性商业比赛及中超等国内职业联赛的能力；能满足竞技体育比赛、业余训练、群众健身、文化娱乐、旅游休闲、商贸会展的一体化需求。

## 主要活動
温州奥体中心主体育场承担2022年第19届亚运会温州分赛区足球小组赛比赛。